# Джон Майкл Гілл
Джон Майкл Гілл (англ. Jon Michael Hill; нар. 28 липня 1985, Вокіган, Іллінойс, США) — американський актор, найбільш відомий ролями в серіалах «Детройт 1-8-7», «Елементарно».

## Біографія
Джон Майкл Гілл народився у Вокігані, США. У шкільні роки Гілл грав на саксофоні та в футбол, а після відвідування літнього драматичного табору він вирішив стати актором. Юнак вступив в Іллінойський університет в Урбана-Шампейн, по закінченню якого отримав диплом бакалавра витончених мистецтв.

## Кар'єра
Гілл почав виступати на театральній сцені ще студентом. У 2007 приєднався до театральної трупи « Steppenwolf». У 2010 актор отримав номінацію на премію «Тоні». У тому ж році він дебютував на телебаченні, зігравши в кількох епізодах драматичного телесеріалу «Детройт 1-8-7». Після ролі в серіалі «Закон і порядок: Спеціальний корпус» Гілл приєднався до акторського складу телепроєкту «Елементарно», у якому він втілив одного із головних персонажів — детектива Маркуса Белла.
У 2016 актор знявся в драматичних фільмах «У сяючому місті» та «Без оплати, з оголенням».

## Фільмографія
| Рік       |    | Українська назва                    | Оригінальна назва                 | Роль             |
| --------- | -- | ----------------------------------- | --------------------------------- | ---------------- |
| 2007      | кф |                                     | The Last Stain                    | Бродскі          |
| 2010—2011 | с  | Детройт 1-8-7                       | Detroit 1-8-7                     | Даймон Вашингтон |
| 2011      | с  | Закон і порядок: Спеціальний корпус | Law & Order: Special Victims Unit | Девіс            |
| 2011      | ф  | Напередодні ввечері                 | Falling Overnight                 | Трой             |
| 2012—2017 | с  | Елементарно                         | Elementary                        | Маркус Белл      |
| 2012      | с  | Підозрюваний                        | Person of Interest                | Кертіс           |
| 2012      | с  | На дні                              | Eastbound & Down                  |                  |
| 2015      | кф |                                     | Standing8                         | Абдул            |
| 2016      | ф  | У сяючому місті                     | TIn the Radiant City              | Річард Гонсалес  |
| 2016      | ф  | Без оплати, з оголенням             | No Pay, Nudity                    | хлопець          |